# OS/390
OS/390 (Operating System 390) è un sistema operativo sviluppato negli anni novanta da IBM per grandi elaboratori di classe mainframe IBM System/390.

È attualmente superato da z/OS e non più supportato.